# David Abiamofo
David Abiamofo (3 oktober 1974) is een Surinaams diplomaat, politicus en universiteitsdocent. In 2011 was hij zaakgelastigde van Suriname in Nederland, bij afwezigheid van een ambassadeur. Hierna werd hij president-commissaris van de Maritieme Autoriteit Suriname en daarnaast docent aan de Universiteit van Suriname. Vanaf 2020 is minister van Natuurlijke Hulpbronnen, in de kabinetten Santokhi en Simons.

## Biografie
Abiamofo studeerde bestuurskunde aan de Anton de Kom Universiteit van Suriname en studeerde in 2003 af met een doctoraalscriptie over een ontwikkelingsbenadering van natuurbeheer in het Centraal Suriname Natuurreservaat. In 2010 behoorde hij tot de leidende personen van de politieke partij Seeka en daarmee ook in de samenwerking binnen de A-Combinatie.
Hij werkte meerdere jaren als ambassaderaad in Den Haag en volgde Amina Pardi in 2011 op als zaakgelastigde. Deze functie was de hoogste vertegenwoordiging van Suriname in Nederland, omdat Suriname van 2010 tot 2020 geen ambassadeur afvaardigde.
Op 16 juli 2011 bekleedde hij sinds enkele maanden zijn nieuwe functie, toen zijn woning werd binnengedrongen door de Nederlandse politie. Zijn diplomatieke onschendbaarheid werd niet in acht genomen. Bij de huiszoeking was Abiamofo zelf geen verdachte. Het incident leidde tot een diplomatieke rel, waarbij hij voor overleg werd teruggeroepen en Suriname een nota stuurde naar de Verenigde Naties. Nederland bood mondelinge en schriftelijke excuses aan Suriname aan, in weerwil van burgemeester Jozias van Aartsen van Den Haag. Nadat hij later dat jaar de aanklacht introk en door minister Winston Lackin werd teruggeroepen, was de diplomatieke rel gesust. Rond de jaarwisseling keerde hij terug naar Suriname.
In 2012 werd Abiamofo belast met de leiding van de afdeling Internationale Handel van het Ministerie van Buitenlandse Zaken in Paramaribo en in 2014 werd hij benoemd tot president-commissaris van de Maritieme Autoriteit Suriname. Hij was ook lid van het Onafhankelijk Kiesbureau.
Sinds circa 2015 was hij als docent verbonden aan de Universiteit van Suriname. Op 16 juli 2020 werd hij beëdigd als minister van Natuurlijke Hulpbronnen.
Medio oktober 2020, tijdens de coronacrisis, was hij een van de vijf ministers die binnen enkele dagen positief testten op COVID-19.
Tijdens de verkiezingen van 2025 stond hij op nummer 7 van de lijst van ABOP. Na de verkiezingen bleef hij aan als minister van Natuurlijke Hulpbronnen.